# 欧容河畔圣卢
欧容河畔圣卢（法語：Saint-Loup-sur-Aujon，法語發音：[sɛ̃ lu syʁ oʒɔ̃]）是法国上马恩省的一个市镇，属于朗格勒区。

## 地理
欧容河畔圣卢（47°53'19"N, 5°5'22"E）面积19.33 平方千米，位于法国大東部大區上马恩省，该省份为法国东北部内陆省份，北起马恩省和默兹省，西接奥布省，西南接科多尔省，东南接上索恩省，东临孚日省。
与欧容河畔圣卢接壤的市镇（或旧市镇、城区）包括：阿尔博、奥布河畔欧努瓦、奥布河畔拜、欧容河畔日耶、罗什塔耶、泰尔纳、沃邦。

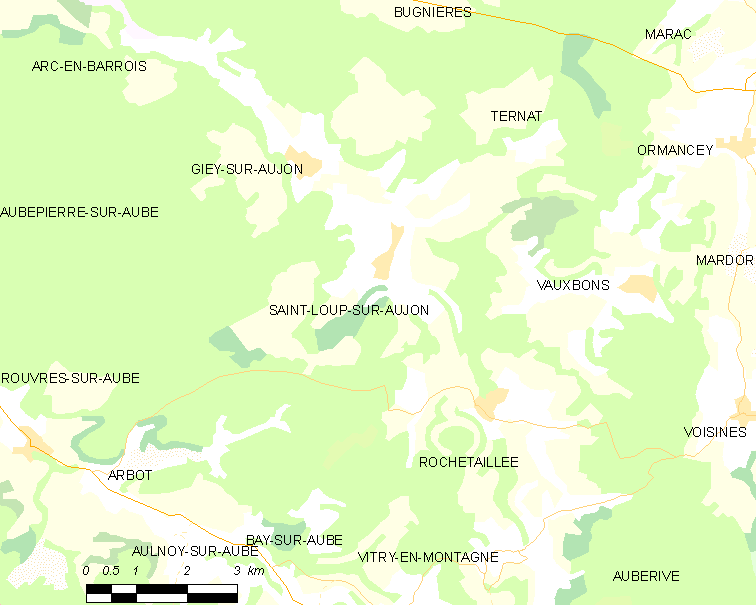
欧容河畔圣卢的OSM定位图

欧容河畔圣卢的时区为UTC+01:00、UTC+02:00（夏令时）。

## 行政
欧容河畔圣卢的邮政编码为52210，INSEE市镇编码为52450。

## 政治
欧容河畔圣卢所属的省级选区为维勒居西安勒拉克县。

## 人口

1962-2008年间欧容河畔圣卢人口变化图示

欧容河畔圣卢于2022年1月1日时的人口数量为129人。